# Dziedziłów
Dziedziłów (ukr. Дідилів) – wieś w obwodzie lwowskim, w rejonie lwowskim (wcześniej w rejonie kamioneckim) na Ukrainie. Założona w 1493 r.

## Historia
W II Rzeczypospolitej gmina wiejska. Od 1 sierpnia 1934 r., w ramach reformy scaleniowej stała się siedzibą gminy wiejskiej Dziedziłów w powiecie kamioneckim województwa tarnopolskiego. 1939-1941 pod okupacją sowiecką, a w latach 1941-1944 pod okupacją niemiecką w dystrykcie Galicja Generalnego Gubernatorstwa.
W czasie II wojny światowej był umocnionym punktem obrony niemieckiej i wyzwolony 18 lipca 1944 podczas operacji Lwowsko-Sandomierskiej przez czołgistów 54 Gwardyjskiej brygady pancernej po dwóch próbach kontrataku ze strony Niemców.

## Położenie
Według Słownika geograficznego Królestwa Polskiego i innych krajów słowiańskich: to wieś w powiecie Kamionka Strumiłowa, położona na zachód od Buska.